# 和栗みゆ
和栗 みゆ（わぐり みゆ、1993年8月24日 - ）は、日本の女優、タレント、グラビアアイドル。
東京都出身。2016年11月より、フリーで活動をしている。元ウイングスジャパン所属。

## 来歴・人物
- 第一学院高等学校卒業後、ワタナベエンターテインメントカレッジを経て現事務所に入る[1]。2014年秋にはミスFLASH2015の候補生にエントリーされたが、ファイナリスト進出はならなかった[2][3]。
- 趣味は人間観察、ストレッチ。特技は極真空手、モノマネ。
- 兄が2人いる[4]。

## 出演

### テレビ
- 内村さまぁ〜ず「夏まで待てない！芸能人水泳大会をやってみたい男達！！」（2014年5月26日・6月2日、TOKYO MX）
- 全力坂（2014年6月17日・7月9日、テレビ朝日）
- ネリさまぁ〜ず SECOND SEASON（日本テレビ）

「股引き締めお掃除隊」（2015年1月11日）
「アンジャッシュのリーダーを決めるガチンコ対決」（2015年2月15日）
「今夜決定!おもしろルーレットアワード」（2015年3月8日）

### テレビドラマ
- 東京スカーレット〜警視庁NS係 第6話（2014年8月19日、TBS） - 田中舞 役
- 十津川警部シリーズ54「サンライズ出雲の女 消えた女の似顔絵」（2015年4月13日、TBS） - 水希リオ 役
- 警視庁捜査一課9係 season10 第5話（2015年5月27日、テレビ朝日） - ピンクトマトメンバー（緑） 役
- 食の軍師 第9話・10話（2015年5月27日、TOKYO MX） - 焼肉屋店員 役

### CM
- マンガボックス「マンガボックス読んでる判定編」（2014年）
- 東京シティ競馬「ビーチ編」（2015年）

### 舞台
- 天地流転（2014年8月20日 - 24日、新宿シアターモリエール） - 蘭花 役
- 肉体だもん（2015年2月20日 - 22日・25日 - 3月1日、浅草東洋館劇場） - 翠子 役
- Knights アーサー王と円卓の騎士（2015年5月28日 - 6月1日、中野ザ・ポケット） - エレイン 役

### WEB
- アイドル生放送局（2013年12月 - 、ニコニコ生放送公式チャンネル） - レギュラーMC
- Xperia™ presents 吉田尚記 XYZ（2014年3月25日、ニコニコ生放送公式チャンネル）
- OMOHARA CHANNEL（2014年5月17日 - 8月27日、Ustream.TV）
- アサヒビールグルメアプリ「ミセココ」 - リサ 役

### その他
- 汐留グラビア甲子園（2014年8月3日・10日・17日）
- 週刊ジョージア「妄想カノジョ」（2014年8月25日-31日、スマホマガジン）
- アキバ大好き！祭り2014クールジャパンはアキバから「AKIBA TOKYO COLLECTION」（2014年8月29日）
- 第9回深谷市産業祭「なりきりふっかちゃんアワード」（2014年11月1日・2日）
- バラエティイベントハコニワ
- FOTO-JO撮影会
- potluck8-women's-（2015年9月1日）
- なりきりふっかちゃん ザ・ファイナルin深谷市産業祭2015（2015年10月31日）